# Pielach
La Pielach est une rivière autrichienne du sud-ouest du land de la Basse-Autriche. Elle est un affluent du Danube.

## Géographie
Elle prend sa source au nord d'Annaberg à une altitude de 976 m. Elle traverse d'abord les Alpes calcaires de Basse-Autriche s'oriente à l'ouest de Sankt Pölten dans les contreforts des Alpes et se termine à l'est de Melk, à une altitude d'environ 200 m.
Sa longueur est de 70 km et son bassin-versant est de 590 km2.